# Mahinda Rajapaksa

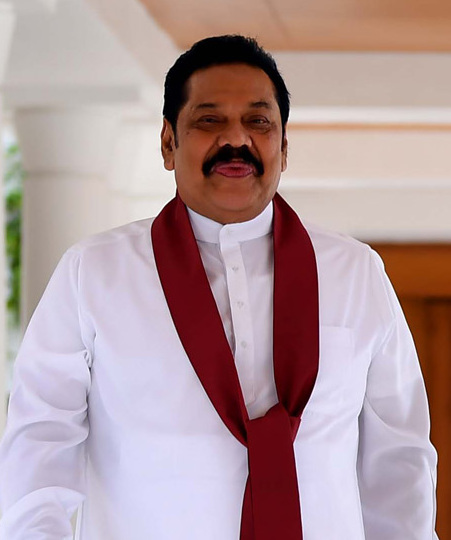
Mahinda Rajapaksa (2018)

Percy Mahinda Rajapaksa (singhalesisch මහින්ද රාජපක්ෂ, Tamil மகிந்த ராசபக்ச; * 18. November 1945 in Weerakatiya, Distrikt Hambantota) ist ein sri-lankischer Politiker. Von 2005 bis Januar 2015 war er der sechste Präsident Sri Lankas. Vom 21. November 2019 bis zu seinem Rücktritt am 9. Mai 2022 amtierte er als Premierminister des Landes.

## Herkunft und politische Karriere
Rajapaksa wurde im Süden Sri Lankas in Weerakatiya im Distrikt Hambantota geboren. Er entstammt einer politisch aktiven  Familie. Sein Vater Don Alwin Rajapaksa (1905–1967) war Parlamentsabgeordneter und Minister im Kabinett von Ministerpräsident Vijayananda Dahanayake. Rajapaksa besuchte das Richmond College in Galle/Sri Lanka sowie später das Nalanda College und das Thurstan College in Colombo. Nach dem Tod seines Vaters wurde er als Kandidat der Sri Lanka Freedom Party (SLFP) im Alter von nur 24 Jahren für den Wahlkreis Beliatta ins Parlament gewählt. Später studierte er am Sri Lanka Law College Rechtswissenschaften und wurde 1977 als Rechtsanwalt vereidigt. Nach dem Verlust seines Parlamentssitzes im Jahr 1977 war er bis zum Jahr 2001 neben seiner politischen Aktivität als Rechtsanwalt tätig.
Nach der Parlamentswahl 1994 und dem Sieg der People’s Alliance, die von der SLFP angeführt wurde, wurde Rajapaksa Arbeitsminister und später Minister für Fischereiwesen und Wasserressourcen. Nach dem Sieg der United National Party bei der Parlamentswahl 2001 verlor Rajapaksa sein Ministeramt, wurde jedoch im folgenden Jahr zum Oppositionsführer gewählt. Nach dem Wahlsieg der United People’s Freedom Alliance 2004 wurde er am 6. April 2004 zum Premierminister gewählt. Bei der Präsidentschaftswahl 2005 gewann er als Kandidat der Sri Lanka Freedom Party mit 50,3 % der Stimmen gegen Ranil Wickremesinghe und wurde als Nachfolger von Chandrika Kumaratunga zum Präsidenten des Landes gewählt.

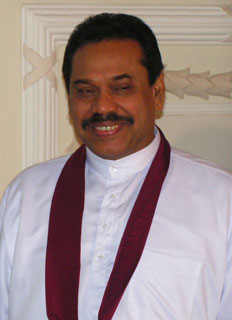
Mahinda Rajapaksa (2006)

## Politische Strategien
Umstritten ist seine Zusammenarbeit mit der früher militaristischen singhalesisch-nationalistischen Partei Janatha Vimukthi Peramuna (JVP) gegen den Willen seiner eigenen Partei.
Rajapaksa gilt als Sozialist. Er trat gegen die Autonomiebestrebungen der tamilischen Rebellen und für einen Einheitsstaat ein. Er kündigte nach der Machtübernahme Gespräche mit der Liberation Tigers of Tamil Eelam und eine Überprüfung des brüchigen Waffenstillstands von 2002 an, setzte aber auf eine militärische Lösung.
Am 19. Mai 2009 erklärte Rajapaksa den seit 26 Jahren andauernden Bürgerkrieg in Sri Lanka schließlich nach dem endgültigen militärischen Sieg der sri-lankischen Armee und dem Tod Velupillai Prabhakarans sowie der gesamten Führungselite der LTTE für beendet. Nach Schätzungen der UNO starben in der Militäroffensive gegen die „tamilischen Befreiungstiger“ 7.000 Zivilisten. Ein Anführer der Tamilen sprach hingegen von 10.000 getöteten Zivilisten. Der ehemalige UN-Sprecher für Sri Lanka, Gordon Weiss, schätzte die Zahl der Toten auf bis zu 40.000 Zivilisten. Rajapaksa gab auch kurz davor dem Druck der französischen und britischen Außenminister Kouchner und Miliband, die auf Waffenstillstand beharrten, nicht nach. Er bezeichnete diese Forderungen als Scherz und riet ihnen, sich ihrer eigenen Handlungen (im Irak und Afghanistan) bewusst zu werden, bevor sie andere beschuldigen; er brauche keine Belehrungen von westlichen Vertretern.

## Zweite Amtszeit als Präsident 2010 bis 2015
Bei der vorgezogenen Präsidentschaftswahl im Januar 2010 wurde Rajapaksa mit 57,9 % der Stimmen für weitere sechs Jahre im Amt bestätigt. Er konnte sich damit gegen seinen Herausforderer, den ehemaligen General Sarath Fonseka, durchsetzen. Dieser hatte 40,2 % der Stimmen erreicht. Fonseka warf Rajapaksa Wahlbetrug vor. Rajavarothiam Sampanthan, der Chef des größten Tamilen-Bündnisses in Sri Lanka, warf dem wiedergewählten Präsidenten Menschenrechtsverletzungen im Konflikt mit den Tamilen vor. So seien 280.000 Menschen durch die Niederschlagung des Tamilen-Aufstands obdachlos geworden.
Am 8. Februar 2010 ließ Rajapaksa den ehemaligen Präsidentschaftskandidaten Sarath Fonseka festnehmen, warf ihm eine Verschwörung gegen die Regierung vor und kündigte tags darauf Parlamentsneuwahlen an. Diese fand am 8. April 2010 statt, wobei seine Partei die meisten Sitze gewann. Am 8. September 2010 beschloss das 225 Abgeordnete umfassende Parlament von Sri Lanka mit der notwendigen Zweidrittelmehrheit von 161 zu 17 Stimmen bei vielen Enthaltungen eine Verfassungsänderung, die es dem Präsidenten erlaubt bei Wiederwahl mehr als 2 Wahlperioden im Amt zu bleiben. Damit konnte Rajapaksa ein drittes Mal kandidieren. Von seinen innenpolitischen Gegnern wurde Rajapaksa vorgeworfen, er habe seine Gegner im Parlament mit Bestechungen und Drohungen gefügig gemacht.
Am 20. Oktober 2014 kündigte Rajapaksa eine vorgezogene Präsidentschaftswahl für den 8. Januar 2015 an – zwei Jahre vor dem regulären Wahltermin, was allgemein als Versuch gewertet wurde, die Opposition zu überraschen und ihr die Chance auf Sammlung und Einigung auf einen starken Gegenkandidaten zu nehmen. Doch trat sein bisheriger Vertrauter, der Gesundheitsminister und Generalsekretär der Präsidentenpartei Maithripala Sirisena, einen Monat später überraschend als Gegenkandidat an. Er wurde von einer Reihe einflussreicher Politiker unterstützt. Im Wahlkampf versprach er, die Rechte des Präsidenten zugunsten eines gestärkten Parlaments wieder beschneiden zu wollen. Es gelang Sirisena, sich in der Wahl gegen den Amtsinhaber durchzusetzen und entgegen Befürchtungen erkannte Rajapaksa seine Niederlage sofort an und schied am 9. Januar 2015 aus dem Amt.

## Entwicklungen nach 2015
Zunächst schien es, als ob der abgewählte Rajapaksa mit dem Verlust des Präsidentenamtes seinen Einfluss in der Politik Sri Lankas endgültig eingebüßt hätte. Sein Gegenspieler Sirisena übernahm von Rajapaksa auch den Vorsitz der SLFP und Rajapaksa blieb ohne politisches Amt scheinbar kaltgestellt in der Opposition. Jedoch gelang ihm ein bemerkenswertes politisches comeback. Am 2. November 2016 entstand eine neue Partei, Sri Lanka Podujana Peramuna (SLPP, „Sri-Lanka-Volksfront“), deren Vorsitz von G. L. Peiris, einem früheren Minister im Kabinett von Mahinda Rajapaksa übernommen wurde. In der sri-lankischen Öffentlichkeit wurde aber allgemein angenommen, dass Peiris nur eine Art Stellvertreterposition einnahm und dass Mahinda Rajapaksa der eigentliche tonangebende Drahtzieher im Hintergrund war. Bei den Regionalwahlen in Sri Lanka im Februar 2018 avancierte die SLPP mit landesweit fast 45 % der Stimmen zur stärksten Kraft. Am 11. August 2019 übernahm Rajapaksa dann auch offiziell den SLPP-Parteivorsitz.
Im Oktober bis Dezember 2018 amtierte Rajapaksa als Premierminister, nachdem er sich mit seinem ehemaligen politischen Widersacher Präsident Sirisena wieder verständigt hatte. Es gelang jedoch nicht, im Parlament ein Vertrauensvotum zu erhalten. Der daraufhin von Präsident Sirisena unternommene Versuch, das Parlament aufzulösen und Neuwahlen anzusetzen scheiterte, da er vom Obersten Gericht Sri Lankas als verfassungswidrig eingestuft wurde. Daraufhin erklärte Rajapaksa am 15. Dezember 2018 nach nur 50 Tagen im Amt seinen Rücktritt.
Nach dem Wahlsieg seines Bruders Gotabaya Rajapaksa bei der Präsidentschaftswahl am 16. November 2019 wurde Mahinda Rajapaksa ab dem 21. November 2019 erneut Premierminister Sri Lankas. Nach tagelangen landesweiten Unruhen aufgrund der schweren Wirtschaftskrise in Sri Lanka trat Rajapaksa am 9. Mai 2022 zurück. Später folgte ihm auch sein ganzes Kabinett. In der Folge musste er vom Militär aus seiner Residenz evakuiert werden, nachdem Protestierende versuchten, diese in Brand zu setzen und zu stürmen. Am 12. Mai 2022 untersagte ein sri-lankisches Gericht dem Ex-Premierminister und -Präsidenten das Verlassen des Landes, am 14. Juli 2022 traf er in Singapur ein.

## Privatleben
Rajapaksa ist verheiratet und Vater von drei Söhnen. Seine Familie ist in der Politik Sri Lankas prominent vertreten. Sein Bruder Gotabaya Rajapaksa war Verteidigungsminister und von 2019 bis 2022 Präsident des Landes. Ein weiterer Bruder ist Basil Rajapaksa, der von 2010 bis 2015 Wirtschaftsminister und von 2021 bis 2022 Finanzminister war. Sein ältester Sohn Namil Rajapaksa (* 1987) ist Parlamentsabgeordneter.